# Kaiyō
Kaiyō (jap. 海鷹 Kaiyō) – japoński lotniskowiec eskortowy z czasu II wojny światowej.

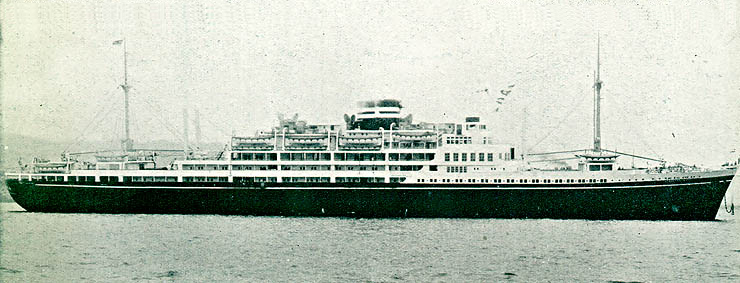
Przed zarekwirowaniem jako Argentina Maru w 1939.

Tuż przed wybuchem wojny Cesarska Marynarka Japonii zarekwirowała 12 755 tonowy statek pasażerski "Argentina Maru". Początkowo jednostkę wykorzystywano do transportu żołnierzy, lecz w 1942 r. została przebudowana na lotniskowiec eskortowy. Kadłub okrętu został praktycznie nie zmieniony, natomiast znacznemu przeobrażeniu uległ system napędowy. 
"Kaiyō" został oddany do służby 23 listopada 1943 r. Podczas wojny służył jako transportowiec samolotów, zwalczał okręty podwodne oraz był wykorzystywany jako jednostka szkolna. 24 lipca 1945 r. został uszkodzony przez brytyjskie samoloty pokładowe należące do lotniskowców: "Formidable", "Indefatigable" i "Victorious". Do końca wojny "Kaiyō" nie został wyremontowany, a po jej zakończeniu trafił na złom.